# Aval
Aval is een vorm van borgtocht wanneer de betrokkene op de vervaldag niet aan de betaling kan voldoen. Men kan dan beroep doen op iemand die zich geheel of gedeeltelijk borg stelt voor de betrokkene. Door het tekenen voor aval verbindt dus een derde zich tegenover de schuldeiser om de wisselverbintenis uit te voeren indien de schuldenaar dit niet doet.
Het aval kan gegeven worden op de wisselbrief zelf met de formulering 'goed voor aval', of het aval kan gebeuren via een afzonderlijke akte. In dit geval spreekt men van een geavaleerde wissel.